# 波格 (中土大陸)
波格（英語：Bolg）是英國作家J·R·R·托爾金奇幻文學中的反派人物，阿索格的兒子，迷霧山脈的半獸人國王。他領導著半獸人大軍入侵孤山，而引發了五軍之戰。

## 生平
波格是迷霧山脈半獸人國王阿索格的兒子，在其父於阿薩努比薩戰役中被矮人殺死後，接管國王的位置。
第三紀元2941年，波格在得知惡龍史矛革的死訊後，便帶著一批為數眾多的半獸人軍隊自地底前往孤山，找矮人報仇。在孤山前，波格的手下跟矮人、木精靈和長湖鎮居民展開了慘烈的戰鬥，矮人國王索林·橡木盾遭到波格及其護衛的重創。正當波格即將取得勝利時，換皮人比翁化身為熊來到，將波格的半獸人護衛驅散，並將波格本人殺死。波格死後，其部下的半獸人潰不成軍，最終被擊敗。

## 改編
1977年動畫電影《哈比人》中，由瑟爾·萊文斯克洛福特為波格配音。
在彼得·傑克森執導的《哈比人電影系列》的第一部《哈比人：意外旅程》由柯南·史蒂文斯飾演波格；第二部《哈比人：荒谷惡龍》中，由勞倫斯·馬可飾演波格，他也曾出演過《魔戒電影三部曲》的盧茲與葛斯摩；而在《哈比人：五軍之戰》中則再改由紐西蘭演員約翰·圓伊飾演。
電影劇情中，由於父親阿索格被多爾哥多的索倫招喚，波格便被派出以繼續追殺索林及其矮人遠征軍，他帶領一支半獸人部隊一路追擊到了幽暗密林精靈王國及長湖鎮。之後他又奉阿索格之命至剛達巴山領導半獸人大軍的第二軍向孤山進發。五軍之戰中，波格打昏了比爾博·巴金斯，並殺死矮人奇力，與勒苟拉斯和陶烈兒展開決鬥。電影與原著最大差異在於，電影裡波格是被勒苟拉斯殺死的，而非原著中的比翁。

## 外部連結
- 互联网电影数据库上波格的资料（英文）
- 波格 （页面存档备份，存于）在Tolkien Gateway上的條目（英文）
- 波格 （页面存档备份，存于）在阿爾達百科全書上的條目（英文）